# Jan Nieuwenhuys
Jan Nieuwenhuys né le 8 janvier 1922  à Amsterdam, mort le 28 décembre 1986 dans la même ville  est un peintre néerlandais du mouvement Experimentele Groep in Holland. Il est aussi un des fondateurs du mouvement CoBrA  avec son frère Constant Nieuwenhuys. 

## Biographie
Jan Nieuwenhuys a suivi les cours de l' Académie royale des beaux-arts  d'Amsterdam. Il est l'un des fondateurs en 1948 du mouvement Experimentele Groep in Holland avec son frère Constant, Karel Appel, Eugène Brands, Anton Rooskens et Theo Wolvecamp. Groupe qui publie la revue Reflex, anticipant sur la revue Cobra (revue) qui allait paraître l'année suivante au Danemark, puis en  Belgique, puis aux Pays-Bas.
Il fait partie du  mouvement Cobra dont il est un des cofondateurs avec Constant Nieuwenhuys,  Corneille, Karel Appel, Christian Dotremont et Asger Jorn. Il fait partie des fondateurs de  CoBrA, mais il a abandonné ce groupe à partir de juillet 1949  après la grande l'exposition Cobra au Stedelijk Museum.

## Œuvres
Ses œuvres sont présentées à 
- La Fondation Jan Nieuwenhuys 
  - Peintures[5]  :
  - Gouaches[6] :
- au Musée Cobra
  - De Acrobaat (circus) 1949  huile sur toile Dunité|90 | 68[7]
- Stedelijk Museum Schiedam
  - Mythe en Magie 1954, aquarelle sur papier, Dunité| 25 |15,9 cm[8],